# Anglesea
Anglesea est un village côtier de l'État de Victoria, en Australie. Il est situé à 96 km (110 km par la route) au sud-ouest de Melbourne, sur la Great Ocean Road. Sa population s'élevait à 2 290 habitants en 2006.